# Rashad Mussallam Nuweilati
Rashad Mussallam Nuweilati (arabisch رشيد مسلم نويلاتي, DMG Rašīd Musallam Nuwailātī; bl. 1963–1986) ist ein ehemaliger saudischer Diplomat.

## Werdegang
Von 1962 bis 1965 war er Geschäftsträger in Beirut.
Als 1962 konservative Teile des Regimes die Freien Prinzen aus der Regierung und aus Saudi-Arabien drängten rief er  telefonisch bei Talal ibn Abd al-Aziz in dessen Hotel an und teilte ihm mit, dass er beauftragt sei dessen Pass einzuziehen.
Vaon 1976 bis 1982 war er Botschafter in Dakar (Senegal).
Von 8. April 1982 bis 9. April 1986 war er Botschafter in Bonn.